# Єфаниха
Єфаниха (рос. Ефаниха) — присілок в Ветлузькому районі Нижньогородської області Російської Федерації.
Населення становить 25 осіб. Входить до складу муніципального утворення Макар'євська сільрада.

## Історія
Від 2009 року входить до складу муніципального утворення Макар'євська сільрада.

## Населення
| 1999 | 2002 | 2010 |
| ---- | ---- | ---- |
| 44   | ↘37  | ↘25  |